# Guido Laurinus
Guido Laurinus (Brugge, 1532 – Rijsel, 1588) was een jurist en filoloog. 

## Levensloop
Laurinus, na zijn broer heer van Watervliet, was een oomzegger van deken Marcus Laurinus en een broer van Marcus Laurinus jr. (zie op deze twee lemma's voor méér familiegegevens).
In 1555 behaalde hij zijn diploma in de rechten aan de universiteit van Dole. In 1557 kwam hij bij zijn broer Marcus wonen, en in 1571 trouwde hij met Jeanne de Deurnaeghele. Ze hadden een zoon Marc (1581-1610) en een dochter Françoise (1574-1618).
Zelf goed beslagen in Romeins recht en in oudheden wierp Guido zich op als beschermheer voor geïnteresseerden in deze materies, zoals de jurist Jacob Reyvaert die hem in 1560 zijn Tribonianus opdroeg, en zoals L. Carrion die aan hem zijn boek over Sallustius opdroeg. Laurinus schreef veel Latijnse verzen, waarvan er enkele bewaard zijn.
In 1580 werd hij samen met zijn broer door het calvinistische bestuur uit Brugge verbannen. Hij verbleef vervolgens in Rijsel, Sint-Omaars en Calais. In 1584 kwam hij naar Brugge terug en in 1587-88 was hij burgemeester van het Brugse Vrije. Tijdens een verblijf in Rijsel overleed hij.

## Publicatie
- Dialogus Platonis et Telluris, Brugge, 1563.